# Dīmītrīs Kyprianou
Dīmītrīs Kyprianou (in greco Δημήτρης Κυπριανού?; Limassol, 2 febbraio 1993) è un calciatore cipriota, centrocampista del Nea Salamis.

## Carriera

### Club
Ha giocato nella massima serie cipriota.

### Nazionale
Ha militato nelle nazionali giovanili cipriote Under-19 ed Under-21.